# Panacota

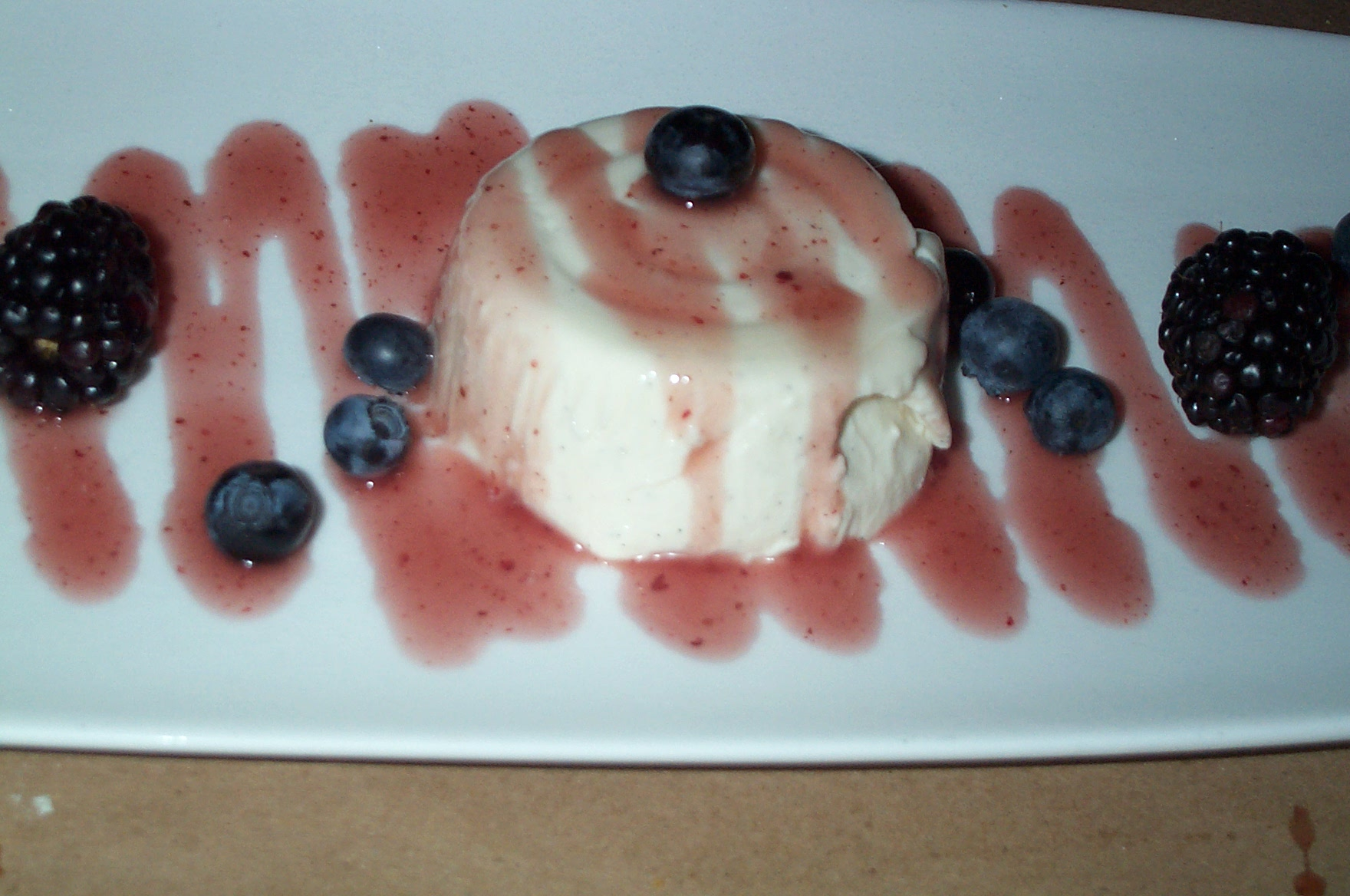
Panacota com molho de amoras

A panacota ou panna cotta (em italiano significa literalmente "nata cozida") é uma sobremesa típica da região italiana de Piemonte, elaborada a partir de nata de leite, açúcar, gelatina e especiarias, especialmente canela, podendo ainda contar com pedaços de fruta ou chocolate, para adornar o prato.
Consome-se fria, por si só ou guarnecida com compotas, calda de fruta ou, ainda, com pedaços de fruta fresca ou de chocolate.